# Promenade Jacques-Canetti
La promenade Jacques-Canetti est une voie de promenade qui se trouve entre les quartiers des Grandes-Carrières et de Saint-Georges, respectivement situés dans les 9e et 18e arrondissements de Paris, en France.

## Situation et accès
Cette promenade est située sur le terre-plein central du boulevard de Clichy entre la promenade Georges-Ulmer (qui se termine au droit du no 39, au niveau de la rue Fromentin) et la place Blanche, entre les stations de métro Blanche (ligne  ) et Pigalle (lignes   ), juste en face du théâtre des Trois Baudets.

## Origine du nom

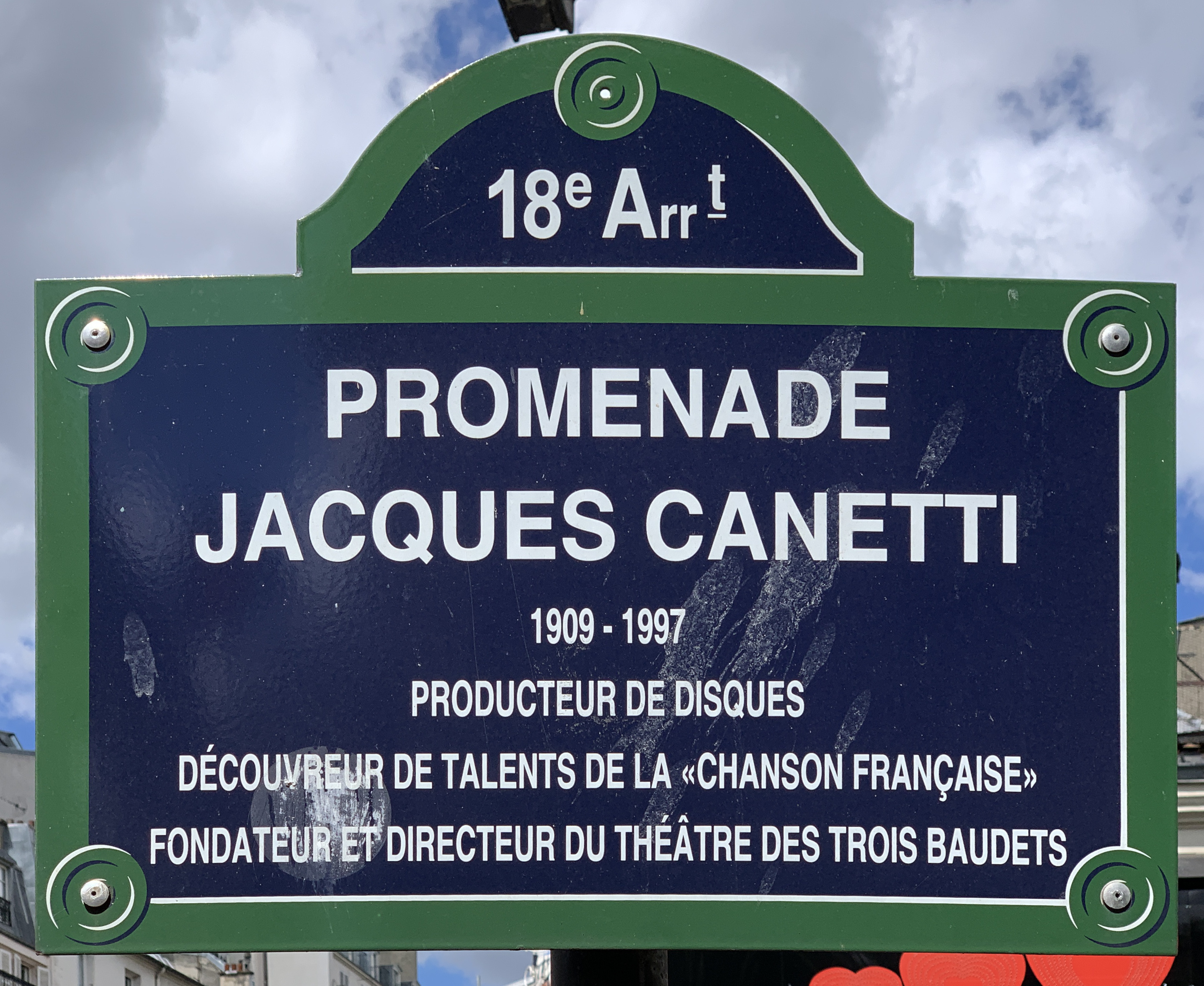
Plaque de la promenade.

Elle porte le nom du créateur et directeur du théâtre des Trois Baudets et producteur musical, Jacques Canetti (1909-1997).

## Historique
Par délibération municipale du 18 décembre 2013, le terre-plein central du boulevard de Clichy est en partie renommé « promenade Jacques-Canetti ». La plaque de rue à ce nom est inaugurée le 5 février 2014.